# Tomáš Jirsa
Tomáš Jirsa (* 23. května 1957 Libčice nad Vltavou) je český politik, od roku 2004 senátor za obvod č. 10 – Český Krumlov, v letech 2012 až 2016 zastupitel Jihočeského kraje, od roku 1994 zastupitel a starosta Hluboké nad Vltavou, člen ODS.

## Vzdělání, kariéra a rodinný život
V roce 1976 odmaturoval na SPŠ elektrotechnické v Ječné ulici v Praze. Poté studoval na katedře ekonomiky a řízení energetiky ČVUT v Praze, kde roku 1980 obdržel titul inženýra. Ve druhé polovině 80. let pokračoval v postgraduálním studiu ochrany a tvorby životního prostředí a také systémové řízení na ČVUT. Absolvoval také studijní pobyt na katedře ekologie a energetiky na Aalborské univerzitě v Dánsku.
Od roku 1980 pracoval v Energoprojektu Praha.
S manželkou Martinou má syna Jakuba a dvě dcery, Veroniku a Adélu.

## Politická kariéra
Od roku 1991 pracoval jako tajemník městského úřadu v Hluboké nad Vltavou, kam se s rodinou téhož roku přestěhoval. V roce 1994 byl zvolen starostou města, tuto funkci vykonává dodnes, avšak od roku 2005 jen jako neuvolněný starosta.
V letech 1998–2005 byl členem předsednictva Svazu měst a obcí ČR.
V roce 2004 se rozhodl kandidovat do Senátu za obvod č. 10 – Český Krumlov, který zahrnuje části okresů Český Krumlov, Prachatice a České Budějovice. V prvním kole jednoznačně dominoval, když obdržel 48,10 % hlasů oproti nestraníkovi za KSČM Miloslavu Šimánkovi, který dostal 18,48 % hlasů. Ve druhém kole se situace opakovala, Tomáš Jirsa zvítězil se ziskem 71,51 % všech platných hlasů. Ve volbách do Senátu PČR v roce 2010 svůj mandát senátora obhájil ve druhém kole se ziskem 54,70 % hlasů proti bývalému premiérovi Vladimíru Špidlovi.
V komunálních volbách v roce 2014 obhájil post zastupitele města Hluboká nad Vltavou, když vedl kandidátku ODS. Strana volby ve městě vyhrála (tj. 24,49 % hlasů a 6 mandátů) a v listopadu 2014 byl zvolen starostou města pro své již šesté funkční období. V letech 2012 až 2016 také působil jako zastupitel Jihočeského kraje, ve volbách v roce 2016 však již nekandidoval. V komunálních volbách v roce 2018 opět obhájil post zastupitele města Hluboká nad Vltavou, když vedl kandidátku ODS. Znovu se stal též starostou města.
Ve volbách do Senátu PČR v roce 2016 obhajoval za ODS v obvodu č. 10 – Český Krumlov mandát senátora. Se ziskem 32,10 % hlasů postoupil z prvního místa do druhého kola, v němž porazil poměrem hlasů 59,74 % : 40,25 % sociálního demokrata Jindřicha Floriána. Senátorem tak zůstal.
V lednu 2019 navrhl na post zástupkyně ombudsmanky kontroverzní političku Kláru Samkovou, přestože ODS do stejné volby nominovala právničku Markétu Seluckou. Ve volbě však neuspěla.
Ve volbách do Senátu PČR v roce 2022 obhajoval mandát senátora za ODS v obvodu č. 10 – Český Krumlov. V prvním kole vyhrál s podílem hlasů 36,53 %, a postoupil tak do druhého kola, v němž se utkal s kandidátem hnutí ANO Miroslavem Lorencem. V něm zvítězil poměrem hlasů 66,36 % : 33,63 %, a obhájil tak mandát senátora.
V Senátu je členem Senátorského klubu ODS a TOP 09, Stálé delegace Parlamentu České republiky do Parlamentního shromáždění NATO, je rovněž místopředsedou Výboru pro zahraniční věci, obranu a bezpečnost.
V komunálních volbách v roce 2022 vedl kandidátku ODS v Hluboké nad Vltavou a obhájil mandát zastupitele. Dne 17. října 2022 byl opět zvolen starostou města.

## Ocenění
Dne 28. října 2022 mu prezident Miloš Zeman udělil Medaili Za zásluhy I. stupně, a to za zásluhy o územní samosprávný celek.